# Thomas Nipperdey
Thomas Nipperdey (* 27. Oktober 1927 in Köln; † 14. Juni 1992 in München) war ein deutscher Historiker und Hochschullehrer. Sein dreibändiges Werk Deutsche Geschichte 1800–1918 (erschienen 1983–1992) gilt als Standardwerk der neueren Geschichte.

## Leben
Thomas Nipperdey kam als drittes Kind des Rechtsprofessors Hans Carl Nipperdey und seiner Frau Hildegard (1903–1990), geb. Eißer, zur Welt. Er hatte zwei ältere Brüder und zwei jüngere Schwestern, darunter die Theologin Dorothee Sölle. Nipperdey wuchs im Kölner Stadtteil Marienburg in bildungsbürgerlichen Verhältnissen auf, in denen seine musischen Interessen gefördert wurden, etwa durch Klavier- und Cellounterricht.
Bis 1937 besuchte Nipperdey eine evangelische Volksschule, dann wechselte er an das Gymnasium Kreuzgasse, das zu dieser Zeit den Namen Deutsche Oberschule trug. Noch in seiner Gymnasialzeit wurde er 1943 als Flakhelfer im Zweiten Weltkrieg eingezogen. Von Herbst 1944 bis Frühjahr 1945 leistete er Arbeitsdienst. Nach einem halbjährigen Sonderkurs bestand er 1946 das Abitur am Gymnasium Kreuzgasse.
Ab 1946 studierte Nipperdey Philosophie und Geschichtswissenschaft an den Universitäten Köln, Göttingen und Cambridge. In Köln wurde er 1953 bei dem Philosophen Bruno Liebrucks promoviert mit der posthum 2024 erschienenen Arbeit Positivität und Christentum in Hegels Jugendschriften. Im Jahr darauf legte er das Staatsexamen ab, ohne aber den Beruf des Lehrers anzustreben. Unter dem Einfluss Theodor Schieders, der zum Bekanntenkreis des Vaters gehörte und mit dem Nipperdey Hausmusik machte, wandte er sich ganz der Geschichtswissenschaft zu. Durch Schieders Vermittlung erhielt er ein Stipendium der Kommission für Geschichte des Parlamentarismus und der politischen Parteien, das es ihm ermöglichte, die Geschichte der deutschen politischen Parteien vor 1918 zu erforschen.
Im Jahr 1957 wurde er als Assistent am Max-Planck-Institut für Geschichte in Göttingen angestellt, das von Hermann Heimpel geleitet wurde. Nipperdey arbeitete in der Abteilung für Neuere Geschichte, der bis 1961 Richard Nürnberger, dann Dietrich Gerhard vorstand. Dort schloss er seine Arbeit Die Organisation der deutschen Parteien vor 1918 ab, mit der er sich 1961 in Göttingen habilitierte (Gutachter waren Nürnberger und Heimpel) und die noch im selben Jahr publiziert wurde.
Als Privatdozent arbeitete Nipperdey noch zwei Jahre am Göttinger Institut, 1962 unterbrochen durch eine Lehrstuhlvertretung in Gießen, bis er 1963 als Nachfolger von Walther Peter Fuchs an die Technische Hochschule Karlsruhe berufen wurde. Den dortigen Lehrstuhl für Geschichte hatte bis 1936 Franz Schnabel innegehabt. Daneben wirkte Nipperdey als Lehrbeauftragter an der Universität Heidelberg, wo er in Kontakt mit Werner Conze und dessen Neuansätzen in der Sozial- und Begriffsgeschichte kam.
Im Jahr 1967 lehnte Nipperdey einen Ruf an die Universität Bochum ab und wechselte stattdessen zum Wintersemester 1967/68 an die Freie Universität Berlin auf den ehemaligen Lehrstuhl Hans Herzfelds. Im Juli 1969 wurde er dort zum Dekan der Philosophischen Fakultät gewählt. Rufe an die Universitäten Kiel, Hamburg und Köln lehnte er in den Berliner Jahren ab. Zum Wintersemester 1971/72 aber wechselte Nipperdey als Nachfolger Walter Bußmanns an die Universität München, wieder auf den ehemaligen Lehrstuhl Franz Schnabels. Dort lehrte er bis zu seinem Tod 1992. Einen Ruf nach Heidelberg lehnte er 1980 ab. Von 1979 bis 1981 wirkte er als Dekan seiner Fakultät. Forschungsaufenthalte führten ihn 1970/71, 1978/79 und 1984/85 nach Princeton, 1974/75 nach Oxford und 1988/89 nach Stanford.
Bei Nipperdey habilitierten sich Adolf M. Birke, Wolfgang Hardtwig, Leonid Luks und Manfred Rauh, promoviert wurden u. a. Horst Möller, Karl Heinz Metz, Karl-Joseph Hummel, Stefan Fisch, Martin Baumeister, Dirk Schumann.
Die Berliner und noch die ersten Münchner Jahre waren durch ein starkes politisches Engagement Nipperdeys geprägt. Wie andere sich als Reformer verstehende Professoren seiner Generation, etwa die mit ihm befreundeten Wilhelm Hennis und Hermann Lübbe, fühlte sich Nipperdey der Sozialdemokratie politisch am nächsten und trat im April 1968 in die SPD ein; wie andere entwickelte er in der Auseinandersetzung mit den 68ern eine politische Haltung, die in der ideengeschichtlichen Forschung als liberalkonservativ bezeichnet wird. An den Protestformen der Berliner Studierenden übte er scharfe Kritik, besonders dezidiert in dem Rundfunkvortrag Zur Lage an der Freien Universität, der am 25. März 1969 im SFB ausgestrahlt wurde. Seine dort vorgenommene Parallelisierung der Methoden der Studierenden mit jenen der Nationalsozialisten vor 1933 trug ihm die Feindschaft der Studentenbewegung ein, was sich in Vorlesungsstörungen und einem Farbanschlag auf Nipperdeys Auto niederschlug.
Vor diesem Hintergrund gehörte Nipperdey 1970 zu den Gründern der Notgemeinschaft für eine freie Universität (NoFU) und des Bundes Freiheit der Wissenschaft (BFW). Von September 1973 bis 1980 war er einer der drei Vorsitzenden des BFW, zunächst mit Hatto H. Schmitt und Michael Zöller, ab 1976 mit Clemens Christians und Jürgen Domes. Danach war er als Beisitzer Mitglied des erweiterten Vorstandes. Bildungspolitisch trat Nipperdey mit einem ausführlichen Gutachten hervor, das er im Auftrag des Hessischen Elternvereins erstellt hatte und in dem er gegen die Hessischen Rahmenrichtlinien für das Fach Gesellschaftslehre Stellung bezog. Das Gutachten wurde 1974 sogar als Buch veröffentlicht. Aus der SPD trat Nipperdey 1985 aus.
Die politischen Aktivitäten Nipperdeys traten in den späten 1970er Jahren in dem Maße zurück, in dem der Plan zu einem großen Buchprojekt reifte. Seit seinem Aufenthalt in Princeton 1978/79 arbeitete er konkret an dem Manuskript, das 1983 bei C. H. Beck als Deutsche Geschichte 1800–1866 erschien. Seine dann getroffene Entscheidung, das Werk bis 1918 fortzusetzen, hatte zur Folge, dass die 1980er Jahre ganz der Arbeit an seinem Opus magnum gewidmet waren. Am sogenannten Historikerstreit seit 1986 beteiligte er sich nur mit einem einzigen Artikel, der am 17. Oktober 1986 mit dem Titel Unter der Herrschaft des Verdachts in der Zeit erschien. Darin beklagte er den Stil der Debatte, kritisierte Jürgen Habermas für seine moralisierende Stellungnahme den angegriffenen Kollegen gegenüber, äußerte sich zum inhaltlichen Kern der Auseinandersetzung aber nicht und vermied dadurch, sich von Ernst Nolte persönlich zu distanzieren, dessen strittige These er inhaltlich ablehnte.
Im Oktober 1988 musste sich Nipperdey erstmals einer Krebs-Operation unterziehen, im Spätsommer 1990 zeigte sich, dass die Erkrankung lebensbedrohlich war. Zu diesem Zeitpunkt war der erste Teilband seiner Deutschen Geschichte 1866–1918 bereits erschienen. Die Arbeit am abschließenden Band wurde mit Hilfe des Assistenten Andreas W. Daum, Christiane Dienel und Wilfried Rudloff forciert. Das Manuskript wurde im November 1991 abgeschlossen und von Nipperdey mit einem auf den „3. Oktober 1991, dem Tag der deutschen Einheit“ datierten Nachwort versehen. Das Buch erschien im August 1992, der Autor war im Juni im Alter von 64 Jahren an seiner Krebserkrankung gestorben.
Thomas Nipperdey war seit 1969 mit Vigdis Nipperdey, geb. Henze, verheiratet. Das Paar hatte vier Kinder, zwei Söhne und zwei Töchter. Fünf Tage nach Nipperdeys Tod, am 19. Juni 1992, wurde in der Ickinger Auferstehungskirche der Trauergottesdienst gefeiert, bei dem der Münchner Kollege und Freund Trutz Rendtorff predigte. Anschließend wurde Nipperdey auf dem Waldfriedhof in Icking beigesetzt.
Seit 1985 war Nipperdey ausländisches Ehrenmitglied der American Academy of Arts and Sciences. Schon seit 1969 war er ordentliches Mitglied der Historischen Kommission bei der Bayerischen Akademie der Wissenschaften, 1990 wurde er zum ordentlichen Mitglied der Bayerischen Akademie der Wissenschaften berufen. Für sein Werk erhielt er 1984 den Historikerpreis der Stadt Münster. 1989 wurde er mit dem Bundesverdienstkreuz, 1992 mit dem Bayerischen Verdienstorden geehrt. Im März desselben Jahres wurde ihm der Preis des Historischen Kollegs, der als Deutscher Historikerpreis gilt, zugesprochen; die Verleihung erfolgte posthum in einer Feierstunde am 19. November 1992. Die Ludwig-Maximilians-Universität veranstaltete an Nipperdeys erstem Todestag, dem 14. Juni 1993, eine akademische Gedenkfeier, bei der Wolfgang Hardtwig Nipperdeys Gesamtwerk würdigte, Sten Nadolny, ein Doktorand Nipperdeys in Berlin, die Sprache des Historikers charakterisierte und Hermann Lübbe über sein politisches Engagement sprach. Eine zu Nipperdeys 65. Geburtstag geplante Festschrift erschien 1993 als Gedächtnisschrift.

## Wissenschaftliches Werk
Nipperdeys umfangreichstes und wohl bedeutendstes Werk ist seine dreibändige deutsche Geschichte, die den Zeitraum von 1800 bis 1918 umfasst und an der er in den Jahren seiner Münchner Professur von 1972 an arbeitete. Wichtige frühere Aufsätze, mit denen Nipperdey die Forschung voranbrachte, sind Nationalidee und Nationaldenkmal in Deutschland im 19. Jahrhundert (1968), Volksschule und Revolution im Vormärz (1968) sowie Verein als soziale Struktur in Deutschland im späten 18. und frühen 19. Jahrhundert (1972). Nach der Fertigstellung seiner Habilitationsschrift besuchte Nipperdey nie wieder die Archive, sondern bevorzugte die großformatige historische Synthese.
Seine deutsche Geschichte hat den Anspruch, Totalgeschichte zu sein, das heißt alle Bereiche menschlichen Lebens und nicht nur die häufig im Vordergrund stehende politische Entwicklung zu beschreiben. Eine so detaillierte und in Bezug auf Stofffülle und Genauigkeit der Analyse vergleichbare Darstellung dieser so ausgedehnten Epoche gab es zum Zeitpunkt ihrer Veröffentlichung noch nicht, wenn auch Werke Franz Schnabels, Heinrich von Treitschkes und Golo Manns als Vorbilder dienen konnten.
Berühmtheit erlangte der der Bibel entlehnte Eingangssatz „Am Anfang war Napoleon“ des ersten Bandes Bürgerwelt und starker Staat, der noch später von vielen bedeutenden Historikern modifiziert aufgenommen wurde; so schrieb später Hans-Ulrich Wehler am Anfang seiner fünfbändigen deutschen Gesellschaftsgeschichte „Am Anfang war keine Revolution“, und Heinrich August Winkler leitete seine zweibändige deutsche Geschichte Der lange Weg nach Westen mit den Worten „Im Anfang war das Reich“ ein.
Nipperdey hat sich vor allem für eine Neubewertung der deutschen Geschichte des 19. Jahrhunderts eingesetzt. Insbesondere lehnte er es ab, das Kaiserreich primär als eine Vorgeschichte des „Dritten Reiches“ zu betrachten, wie es etwa unter den Vertretern der These eines Deutschen Sonderwegs üblich ist. Kontinuitätslinien sah Nipperdey von 1871/1918 nicht nur nach 1933, sondern ebenso nach 1949.
Spöttisch bezeichnete Nipperdey die Historiker, die die Geschichte ausschließlich von der Gegenwart her interpretierten, als „Relevantiner“. Seine Kritik galt insbesondere dem wissenschaftlichen Werk Hans-Ulrich Wehlers, einem Hauptvertreter der Bielefelder Schule. Im Gegensatz zu deren soziologischer Arbeitsweise, die in den 1960er Jahren zur vorherrschenden Methode wurde, war Nipperdey einem historisch-anthropologischen Ansatz verpflichtet. Nipperdey suchte die Erfahrungswelten und Innensichten der Menschen aufzuzeigen.
Das 19. Jahrhundert sollte nicht als Vor- oder Nachgeschichte von oder zu irgendetwas anderem dargestellt werden, sondern gemäß dem berühmten Wort Leopold von Rankes gleichsam „unmittelbar zu Gott“, als eine Epoche eigenen Rechts. Nicht zu leugnen sind daher die Einflüsse des Historismus auf Nipperdeys Stil und Arbeitsweise. Anekdoten und Vergleiche finden sich in seiner Darstellung eher selten, provokante Thesen sucht man vergeblich.
Nipperdey war in seiner Geschichtsschreibung stets um Objektivität bemüht. Dennoch wurde ihm vorgeworfen, etwa in der Kriegsschuldfrage eine zu prodeutsche Sichtweise vertreten zu haben und im Allgemeinen oft zu milde urteilend und unkritisch gewesen zu sein. In der Tat findet sich in seinem Werk wiederholt der Ausspruch, man müsse den Urgroßvätern gegenüber Gerechtigkeit walten lassen.

## Schriften (Auswahl)
- Positivität und Christentum in Hegels Jugendschriften. Köln 1953, DNB 480415706 (Dissertation Universität Köln, Philosophische Fakultät, 24. Oktober 1953, II, 174 Seiten). Posthum erschienen bei Duncker & Humblot, Berlin 2024.
- Die Organisation der deutschen Parteien vor 1918 (= Beiträge zur Geschichte des Parlamentarismus und der politischen Parteien. Band 18). Droste, Düsseldorf 1961, DNB 481047409 (Habilitationsschrift, Universität Göttingen, Philosophische Fakultät, 1961, 454 Seiten).
- (mit Ludwig Schmugge): 50 Jahre Forschungsförderung in Deutschland. Ein Abriß der Geschichte der deutschen Forschungsgemeinschaft 1920–1970. Bad Godesberg 1970.
- Reformation, Revolution, Utopie. Studien zum 16. Jahrhundert. Vandenhoeck & Ruprecht, Göttingen 1975.
- Gesellschaft, Kultur, Theorie. Gesammelte Aufsätze zur neueren Geschichte. Vandenhoeck & Ruprecht, Göttingen 1976.
- Nachdenken über die deutsche Geschichte. Essays. C. H. Beck, München 1986.
- Wie modern war das Kaiserreich?: Das Beispiel der Schule. Westdeutscher Verlag, Wiesbaden 1986.
- Religion im Umbruch. Deutschland 1870–1918. C. H. Beck, München 1988.
- Religion und Gesellschaft. Deutschland um 1900 (= Schriften des Historischen Kollegs. Dokumentationen, Heft 5). München 1988 (Digitalisat).
- Deutsche Geschichte 1800–1918. C. H. Beck, München 1998, Neuausgabe München 2013. Zuvor getrennt erschienen als:
  - Deutsche Geschichte 1800–1866. Bürgerwelt und starker Staat. C. H. Beck, München 1983.
  - Deutsche Geschichte 1866–1918. [Band 1:] Arbeitswelt und Bürgergeist. C. H. Beck, München 1990.
  - Deutsche Geschichte 1866–1918. [Band 2:] Machtstaat vor der Demokratie. C. H. Beck, München 1992.
- Wie das Bürgertum die Moderne fand. Siedler, Berlin 1988, ISBN 3-88680-334-1; Reclam, Stuttgart 1998, ISBN 3-15-017014-1.
- Kann Geschichte objektiv sein? Historische Essays. Herausgegeben von Paul Nolte. C. H. Beck, München 2013, ISBN 978-3-406-65377-3.